# Hamirpur (stad in Uttar Pradesh)
Hamirpur is een stad en gemeente in het district Hamirpur van de Indiase staat Uttar Pradesh.

## Demografie
Volgens de Indiase volkstelling van 2001 wonen er 32.035 mensen in Hamirpur, waarvan 54% mannelijk en 46% vrouwelijk is. De plaats heeft een alfabetiseringsgraad van 71%.